# Punze (Typografie)

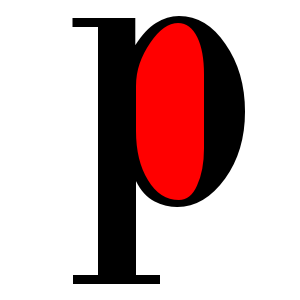
Die Punze des Buchstabens „p“ (rot)

Typografische Begriffe

Als Punzen werden in der Typografie die nichtdruckenden Innenflächen eines Buchstabens beschrieben: als „geschlossene“ Punzen bezeichnet man die umschlossenen Innenflächen der Buchstaben a, b, d, e, g, o, p, q; als „offene“ Punzen die Innenflächen der restlichen Buchstaben z. B. h, m, n oder u.
Der Name leitet sich von den gleichnamigen Werkzeugen ab, die ursprünglich im Hochdruckverfahren zur Erzeugung von Punzen verwendet wurden. Da Punzen bei der manuellen Herstellung von Druckformen nicht mit herkömmlichen Beiteln abgespant werden können, ohne die umliegende Buchstabenform zu zerstören, werden sie mit vorgeformten Stanzbeiteln ausgeschlagen (engl.: to punch = schlagen).
Die Punzenbreite (oder Punzenweite) des Kleinbuchstabens „n“ dient als Anhaltspunkt für den Wortzwischenraum.

Aufbau einer Bleisatz-Letter. Beim Geviert gilt c = d, die Fläche entspricht also d².

| Details                                                                                       | Abmessungen                                                            |
| --------------------------------------------------------------------------------------------- | ---------------------------------------------------------------------- |
| 1. Punze 2. Schriftbild 3. Fleisch 4. Konus 5. Achselfläche 6. Kegel 7. Signatur 8. Gießrille | a Kopf b Schulterhöhe a+b Schrifthöhe c Dickte d Kegelstärke/Kegelhöhe |